# Euriphene excelsior
Euriphene excelsior är en fjärilsart som beskrevs av Hans Rebel 1911. Euriphene excelsior ingår i släktet Euriphene och familjen praktfjärilar. Inga underarter finns listade i Catalogue of Life.